# Azerbaïdjan au Concours Eurovision de la chanson 2011
L’Azerbaïdjan a remporté le Concours Eurovision de la chanson 2011 à Düsseldorf grâce à la chanson Running Scared interprétée par le duo Ell & Nikki, composé d'Eldar Qasımov et de Nigar Camal. Le pays avait sélectionné son candidat par le biais d'une sélection nationale télévisée.

## Finale nationale 2011
Peu de temps après le Concours Eurovision de la chanson 2010 à Oslo, İctimai TV annonce la prochaine participation du pays à Düsseldorf.
Le 6 octobre, İctimai TV annonce la méthode de sélection pour l'Eurovision 2011. Dans une phase préliminaire, İctimai choisira 100 espoirs pour participer à la sélection. 
En novembre 2010, İctimai TV annonce plus d'informations sur leur sélection. 77 chanteurs seront en compétition afin d'obtenir le billet pour l'Eurovision en Allemagne. 11 chanteurs apparaîtront chaque semaine. À la fin de chaque semaine, les jurys et le public sélectionneront le meilleur candidat pour aller en finale.
Les candidats interpréteront une chanson étrangère le lundi, une chanson azérie le mardi, une chanson de l'Eurovision le mercredi, une chanson au choix le jeudi, et le vendredi le gagnant est désigné.
Le 6 décembre, Nicola Barclay, qui a fini deuxième lors de la 3e éliminatoire a obtenu une place en finale avec une wildcard. Le jury a décidé que Nicola pouvait avoir une autre chance, ils ont été « épatés » par sa voix.

### Éliminatoire 1
| #  | Artiste                  | Points | Place |
| -- | ------------------------ | ------ | ----- |
| 1  | Khana Hasanova           | 4      | 7     |
| 2  | Aygun Ismayilova         | 6      | 5     |
| 3  | Adil Bakhishli           | 10     | 2     |
| 4  | Tofig "Mr. Toto" Hajiyev | 5      | 6     |
| 5  | Chingiz Mustafayev       | 12     | 1     |
| 6  | Tarik Yigit              | 0      | DNQ   |
| 7  | Nurana Alasgarova        | 0      | DNQ   |
| 8  | Ulviyya Abbasova         | 3      | 8     |
| 9  | Gulchohra Babayeva       | 2      | 9     |
| 10 | Next                     | 8      | 3     |
| 11 | Zulfunaz Rajabova        | 7      | 4     |

### Éliminatoire  2
| #  | Artiste               | Points | Place |
| -- | --------------------- | ------ | ----- |
| 1  | East Groove           | 8      | 3     |
| 2  | Fizza Nadirova        | 4      | 7     |
| 3  | Sitara Nasirova       | 5      | 6     |
| 4  | Emin Hasan            | 2      | 9     |
| 5  | Nazrin Zarbaliyeva    | 3      | 8     |
| 6  | Ulvi Rashidov         | 10     | 2     |
| 7  | Gunay Alakbarova      | 7      | 4     |
| 8  | Yegana Aghayeva       | 0      | DNQ   |
| 9  | Shola Safaraliyeva    | 6      | 5     |
| 10 | Ulviyya Talyshinskaya | 1      | 10    |
| 11 | Nurlan Novrasli       | 12     | 1     |

### Éliminatoire  3
| #  | Artiste              | Points | Place |
| -- | -------------------- | ------ | ----- |
| 1  | Dilshan Ibadova      | 3      | 8     |
| 2  | Gunay Ibrahimli      | 12     | 1     |
| 3  | Khayyam Nisanov      | 8      | 3     |
| 4  | Sevinj Aghashirinova | 5      | 6     |
| 5  | Kanan Gadimov        | 6      | 5     |
| 6  | Nigar Babayeva       | 2      | 9     |
| 7  | Orkhan Aghayev       | 7      | 4     |
| 8  | Farid Mammadov       | 1      | 10    |
| 9  | Nazir Aghayev        | 0      | 11    |
| 10 | Nicola Barclay       | 10     | 2     |
| 11 | Rinat Alimov         | 4      | 7     |

### Éliminatoire  4
| #  | Artiste              | Points | Place |
| -- | -------------------- | ------ | ----- |
| 1  | Said Ismayilzadeh    | 1      | 10    |
| 2  | Aydan Rustamova      | 10     | 2     |
| 3  | Arzum Khalilova      | 12     | 1     |
| 4  | Emilia Yagubova      | 3      | 8     |
| 5  | Ramin Guliyev        | 4      | 7     |
| 6  | Chinara Nazarli      | 5      | 6     |
| 7  | Milan Mammadov       | 2      | 9     |
| 8  | Sabina Babayeva      | 8      | 3     |
| 9  | Rahima Hasanalizadeh | 6      | 5     |
| 10 | Leyla Dadashova      | 0      | 11    |
| 11 | Javanshir Hajiyev    | 7      | 4     |

### Éliminatoire  5
| #  | Artiste             | Points | Place |
| -- | ------------------- | ------ | ----- |
| 1  | Empathy             | 3      | 8     |
| 2  | Elmar Asgarov       | 2      | 9     |
| 3  | Altun Zeynalov      | 5      | 6     |
| 4  | Emin Nasirli        | 10     | 2     |
| 5  | Janana Zeynalova    | 1      | 10    |
| 6  | Rovshan Jivishov    | 7      | 4     |
| 7  | Jamila Hashimova    | 8      | 3     |
| 8  | Aynishan Guliyeva   | 12     | 1     |
| 9  | Gulnar Nabi-Chingiz | 4      | 7     |
| 10 | Dinara Jafarova     | 0      | 11    |
| 11 | Orkhan Israfilov    | 6      | 5     |

### Éliminatoire  6
| #  | Artiste              | Points | Place |
| -- | -------------------- | ------ | ----- |
| 1  | Ilgara Ibrahimova    | 12     | 1     |
| 2  | Eldar Gasimov        | 10     | 2     |
| 3  | Seyran Ismayilkhanov | 6      | 5     |
| 4  | Leyla Idrisova       | 4      | 7     |
| 5  | Rustam Allazov       | 5      | 6     |
| 6  | Sultan Mashadiyev    | 3      | 8     |
| 7  | Elyana Ahmadova      | 8      | 3     |
| 8  | Fuad Mustafazadeh    | 1      | 10    |
| 9  | Sarkhan Mammadov     | 2      | 9     |
| 10 | Diana Hajiyeva       | 7      | 4     |

### Éliminatoire  7
| Draw | Artist             | Points | Place |
| ---- | ------------------ | ------ | ----- |
| 1    | Orkhan Nasibov     | 0      | 12    |
| 2    | Sabina Mammadova   | 6      | 6     |
| 3    | Habil Ahmadov      | 1      | 11    |
| 4    | Sadikh Aghamaliyev | 3      | 9     |
| 5    | Nigar Dargahzadeh  | 7      | 5     |
| 6    | Ilhama Gasimova    | 12     | 1     |
| 7    | Davud Asgarli      | 4      | 8     |
| 8    | Lala Aliyeva       | 5      | 7     |
| 9    | Tahir Guliyev      | 2      | 10    |
| 10   | Gunay Ahmadova     | 8      | 4     |
| 11   | Azad Shabanov      | 10     | 3     |
| 12   | Nigar Jamal        | 12     | 2     |

### Demi-finale
| Artist             |
| ------------------ |
| Chingiz Mustafayev |
| Nurlan Novrasli    |
| Gunay Ibrahimli    |
| Arzum Khalilova    |
| Aynishan Quliyeva  |
| Ilgara Ibrahimova  |
| Eldar Qasımov      |
| Ilhama Gasimova    |
| Nigar Jamal        |

### Finale
| # | Artiste           |
| - | ----------------- |
| 1 | Nigar Jamal       |
| 2 | Aynişan Quliyeva  |
| 3 | İlqarə İbrahimova |
| 4 | Eldar Qasımov     |
| 5 | İlhamə Qasımova   |

## À l'Eurovision
Le pays a participé à la première demi-finale le 10 mai 2011 et s'est qualifié pour la finale, qu'il gagna avec 221 points.

### Points attribués à l'Azerbaïdjan
| 12 points                          | 10 points                             | 8 points           | 7 points                     | 6 points           |
| ---------------------------------- | ------------------------------------- | ------------------ | ---------------------------- | ------------------ |
| - Géorgie - Turquie                | - Croatie - Malte - Lituanie - Russie | - Pologne - Israël | - Grèce - Hongrie - Portugal |                    |
| 5 points                           | 4 points                              | 3 points           | 2 points                     | 1 point            |
| - Albanie - Finlande - Saint-Marin | - Royaume-Uni                         |                    |                              | - Espagne - Suisse |

| 12 points                  | 10 points                                               | 8 points | 7 points              | 6 points                          |
| -------------------------- | ------------------------------------------------------- | --- | --------------------- | --------------------------------- |
| - Malte - Russie - Turquie | - Croatie - Moldavie - Roumanie - Saint-Marin - Ukraine | - Albanie - Autriche - Bosnie-Herzégovine - Chypre - Estonie - Géorgie - Islande - Lituanie - Pologne - Portugal | - Hongrie - Slovaquie | - Biélorussie - France - Pays-Bas |
| 5 points                   | 4 points                                                | 3 points | 2 points              | 1 point                           |
| - Finlande - Grèce         | - Irlande                                               | - Belgique - Suède                                                                                               | - Lettonie            | - Suisse                          |

### Points attribués par l'Azerbaïdjan
| 12 points | Turquie     |
| 10 points | Grèce       |
| 8 points  | Géorgie     |
| 7 points  | Malte       |
| 6 points  | Saint-Marin |
| 5 points  | Russie      |
| 4 points  | Croatie     |
| 3 points  | Finlande    |
| 2 points  | Albanie     |
| 1 point   | Norvège     |

| 12 points | Ukraine     |
| 10 points | Géorgie     |
| 8 points  | Grèce       |
| 7 points  | Moldavie    |
| 6 points  | Roumanie    |
| 5 points  | Royaume-Uni |
| 4 points  | Russie      |
| 3 points  | Suède       |
| 2 points  | Hongrie     |
| 1 point   | Italie      |